# Panidersattel
Der Panidersattel (italienisch Passo Pinei; ladinisch Pas Pinëi) ist ein 1437 Meter hoher Gebirgspass in der Schlerngruppe in den Dolomiten in Südtirol. Er ist durch die Provinzstraße SP64 ganzjährig für den Kraftverkehr erschlossen. Beim Panidersattel handelt es sich um eine nur wenig ausgeprägte Einsattelung zwischen den Randerhebungen, die das Schlerngebiet gegen Gröden hin abschließen.

## Auffahrt
Die Westauffahrt von Kastelruth ist 5,5 Kilometer lang weist eine durchschnittliche Steigung von 7 % auf. Nach dem Verlassen von Kastelruth folgen zwei Kilometer mit einer Durchschnittssteigung von rund 8 %, ehe die Straße für rund einen Kilometer deutlich abflacht. Ab St. Michael nimmt die Steigung wieder zu und liegt im Schnitt erneut bei 8 %. Die Straße führt großteils gerade über wenig bewaldetes Gebiet.
Die Ostauffahrt von Runggaditsch ist 4,3 Kilometer lang und weist eine durchschnittliche Steigung von 6,1 % auf. Sie beginnt mit der Durchfahrung eines rund 100 Meter langen Tunnels, der im Schnitt mit 9 % bergauf führt. Nach einem kurzen Flachstück folgt eine weitere Rampe mit bis zu 11 %, ehe die Straße für rund einen Kilometer abflacht und teilweise abschüssig verläuft. Zwei Kilometer vor der Passhöhe folgt der steilste Kilometer, der im Schnitt mit fast 10 % ansteigt. Kurz vor der Passhöhe erfolgt eine kurze Zwischenabfahrt.

## Radsport
Der Panidersattel wurde im Jahr 1991 erstmals vom Giro d’Italia überquert. Damals wurde er im Rahmen der 17. Etappe nach dem Start in Wolkenstein bereits auf den ersten Kilometern passiert, ehe das Ziel auf dem Pordoijoch erreicht wurde. Als erster Fahrer fuhr der Spanier Iñaki Gaston über die Passhöhe.
Im Jahr 1997 erfolgte die Auffahrt erstmals über Kastelruth, wobei Blumau im Eisacktal den Ausgangspunkt der Steigung darstellte. Der Panidersattel diente damals als Auftakt eine Reihe von Dolomiten-Pässen, ehe das Ziel in Pfalzen bei Bruneck erreicht wurde. Im Jahr 2017 wurde erneut die Ostauffahrt befahren, die als Bergwertung der 3. Kategorie klassifiziert wurde. Nach der anschließenden Abfahrt ins Eisacktal führte die Strecke von Waidbruck aus nach Wolkenstein.
Im Jahr 2024 wurde der Panidersattel im Finale der 16. Etappe von Blumau aus befahren. Insgesamt wies die Auffahrt auf einer Länge von 23,3 Kilometern eine durchschnittliche Steigung von 4,7 % auf, womit auf der Passhöhe eine Bergwertung der 1. Kategorie abgenommen wurde. Zusätzlich wurden während der Auffahrt in Völs und Seis Zwischensprints mit Bonussekunden ausgefahren. Nachdem die Passhöhe des Panidersattels erreicht worden war, führte eine Abfahrt nach St. Ulrich in Gröden, ehe die letzten Kilometer bergauf auf den Monte Pana führten.
| Jahr | Etappe     | Bergwertung  | Fahrer              | Auffahrt                          |
| ---- | ---------- | ------------ | ------------------- | --------------------------------- |
| 1991 | 17. Etappe | GPM          | Iñaki Gaston        | Ost (St. Ulrich in Gröden)        |
| 1997 | 19. Etappe | GPM          | José Jaime González | West (von Blumau über Kastelruth) |
| 2017 | 18. Etappe | 3. Kategorie | Mikel Landa         | Ost (St. Ulrich in Gröden)        |
| 2024 | 16. Etappe | 1. Kategorie | Julian Alaphilippe  | West (von Blumau über Kastelruth) |